# Versuchsstollen Hagerbach

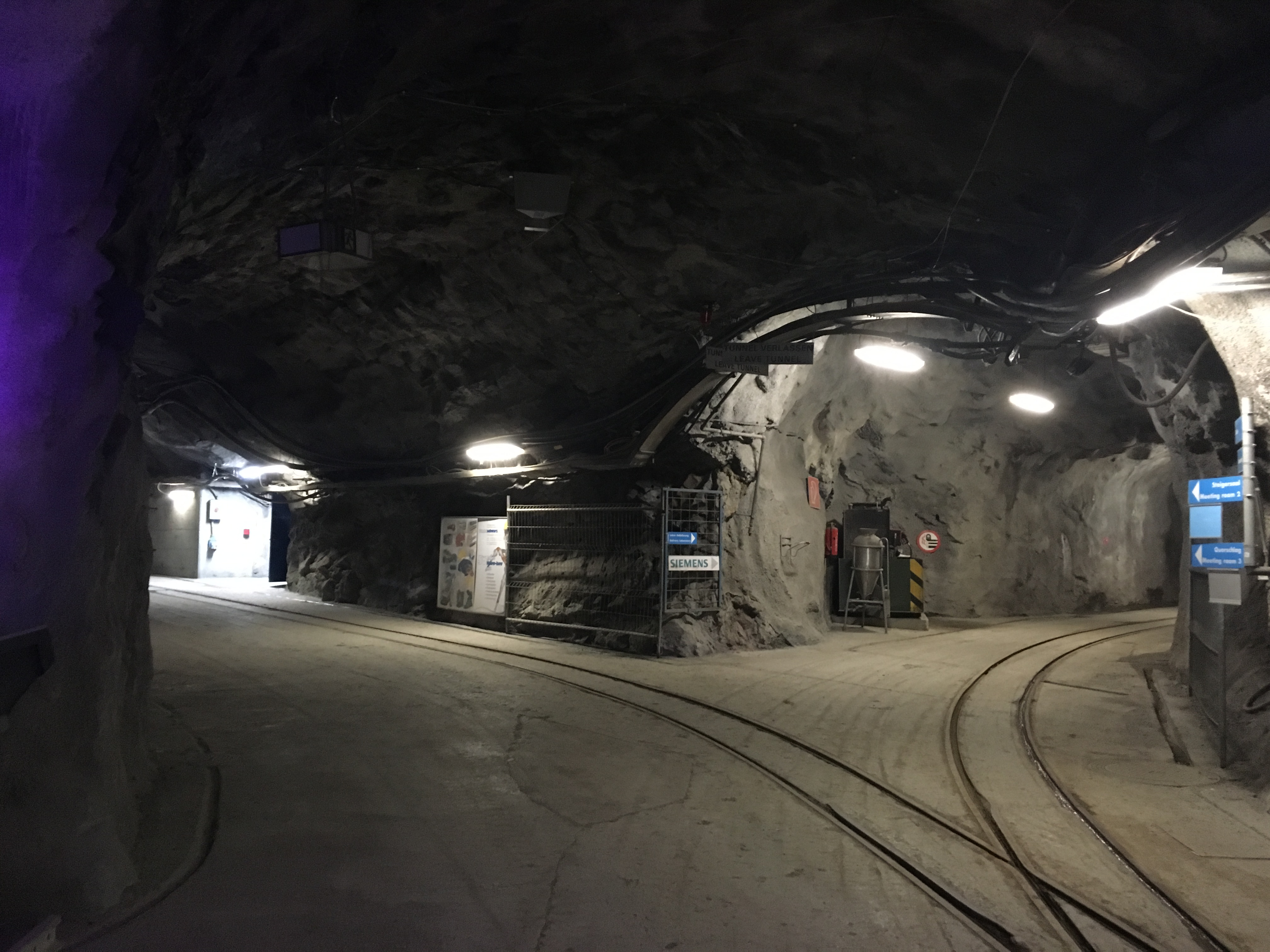
Eingangsbereich

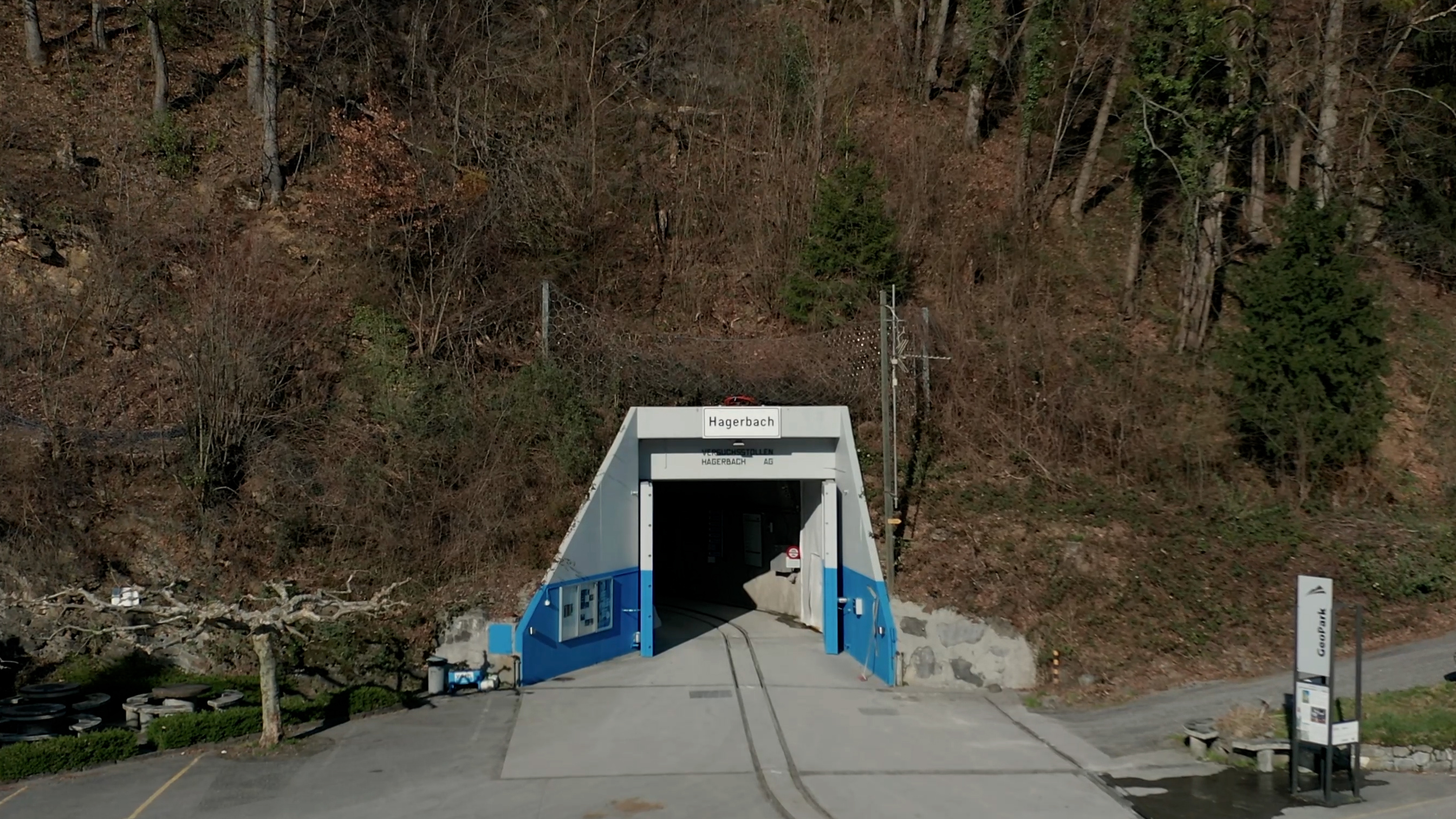
Portal des VersuchsStollen Hagerbach in Flums Hochwiese

Der VersuchsStollen Hagerbach im Berginnern

Der Versuchsstollen Hagerbach (VSH) ist ein unterirdisches Forschungs-, Entwicklungs- und Prototyping-Labor am Fuss des Alvier bei Flums, Schweiz. Seit seiner Gründung im Jahr 1970 durch Rudolf Amberg dient der Stollen als Infrastruktur für Forschung, Entwicklung, Prüfung, 1:1-Versuche, Ausbildungen, Trainings und Veranstaltungen aller Art. Das Stollensystem erstreckt sich über mehr als 5 Kilometer und bietet mit seinen Tunneln, Kavernen, Laboren und Versuchsfeldern insgesamt über 25.000 m² Fläche. Diese einzigartige unterirdische Umgebung ermöglicht es, Innovationen für den Bau und Betrieb von Infrastruktursystemen im grossen Massstab zu testen, bevor sie in der Realität angewendet werden.

## Forschungsinfrastruktur
Der Versuchsstollen Hagerbach wurde 2024 als Forschungsinfrastruktur von nationaler Bedeutung anerkannt. Diese Auszeichnung unterstreicht die zentrale Rolle des VSH in der Schweizer Forschungslandschaft und seine Bedeutung für die Entwicklung innovativer Lösungen im Untertagebau. Der VSH engagiert sich in vielfältigen Forschungsbereichen, darunter:
- Energielösungen: Entwicklung nachhaltiger Energiekonzepte für unterirdische Infrastrukturen
- Smartcity: Integration unterirdischer Räume in intelligente Stadtplanungsstrategien[2]
- Unterirdische Weltraumhabitate & Sicherheit: Forschung an sicheren und effizienten Lebensräumen unter Tage, die auch für extraterrestrische Anwendungen relevant sind.[3]

## Weitere Nutzungen
Der VSH bietet ein optimales Umfeld für Produktentwicklung, Prototyping und Digitalisierung. Zudem werden spezialisierte Schulungen, wie die Zertifizierung zum Düsenführer-Prüfer, angeboten, um Fachkräfte im Bereich des Untertagebaus auszubilden. 
Neben der Forschungs- und Labortätigkeit dient der Stollen als Eventlocation. Die unterirdischen Räumlichkeiten eignen sich für Firmenfeiern, Tagungen, Gruppenaktivitäten bis hin zu Konzerten und Hochzeitsfeiern.
Ein weiterer wichtiger Pfeiler des VSH ist das akkreditierte Baustoffprüflabor. Mit Standorten in Flums, Regensdorf (ZH) und Altdorf (UR) bietet es flexible, zuverlässige und kompetente Dienstleistungen im Bereich der Baustoffprüfung an.

## Global Knowledge Vault
Seit 2024 wird in Zusammenarbeit mit der amerikanischen Stiftung Arch Mission Foundation im Stollen ein dauerhaftes Archiv mit dem Wissen der Menschheit eingerichtet.